# Bogdan Bălan
Pour les articles homonymes, voir Bălan.
Pas d'image ? Cliquez ici

a Compétitions nationales et continentales officielles uniquement.

b Matchs officiels uniquement.
Bogdan Bălan, né le 11 février 1980 à Brăila (Roumanie), est un ancien joueur de rugby à XV roumain. Il a joué en équipe de Roumanie et a évolué au poste de pilier (1,85 m pour 103 kg).

## Biographie
Le pilier droit Bogdan Bălan, international roumain, entend poursuivre sa progression à l'US Montauban. Il a commencé le rugby à XV dans son pays à Brăila, avant de porter le maillot d’équipes de plus en plus reconnues comme Timișoara, Cluj-Napoca puis celui du Bucarest Rugby. « Avec Cluj, je suis devenu vice-champion de Roumanie » indique-t-il. L’an dernier, il a pris la décision de quitter son pays, pour partir à la découverte du championnat français au sein de l’équipe de Bègles-Bordeaux en Fédérale 1. Cela lui a demandé pas mal d’efforts d’adaptation : « Ce n’est pas si facile que ça de s’acclimater dans un nouveau pays. Après une période un peu difficile pour moi, tout s’est bien passé ». Une nouvelle aventure, à un niveau supérieur, débute aujourd’hui pour le jeune pilier droit des Carpates, à Montauban. Les spécialistes au courant des affaires du rugby, lui demandent souvent s’il a un lien de parenté avec le pilier gauche des champions de France du Biarritz olympique Petru Bălan. Sa réponse est claire : « Je le connais pour l’avoir côtoyé en équipe nationale, mais je n’ai aucun lien de parenté avec lui ».
Beaucoup de joueurs sont venus au rugby poussés par des raisons familiales, cela n’est pas son cas : « Je suis la seule personne de ma famille à pratiquer le rugby. On considère, chez moi souvent, que c’est un sport trop dur. Ce n’est pas mon avis. Moi, je me régale sur un terrain de rugby ». Il avoue quelques belles passions extra rugbystiques : « J’adore le football et le tennis de table » dit-il. Deux sports très différents qui montrent son éclectisme.

## Carrière

### En club
- 1999-2000 :  RCM Timişoara
- 2000-2004 :  U Cluj
- 2004-2005 :  CA Bègles-Bordeaux
- 2005-2010 :  US Montauban
- 2010-2015 :  Lyon OU
- 2016-2017 :  SC Nègrepelisse

### En équipe nationale
Il a honoré sa première cape internationale en équipe de Roumanie le 30 mars 2003 contre l'équipe de Géorgie.

## Palmarès

### En club
- Champion de France de Pro D2 en 2006 avec US Montauban et en  2011 et 2014 avec le Lyon OU.
- Vice-champion de Roumanie en 2001 avec l'U Cluj[2]

### En sélection
- Vainqueur du Championnat européen des nations en 2006.

### Statistiques en équipe nationale
- 29 sélections avec la Roumanie
- 2 essais (10 points).
- Sélections par année : 1 en 2003, 1 en 2004, 4 en 2005, 8 en 2006, 8 en 2007, 1 en 2009, 4 en 2010, 1 en 2011.

En coupe du monde :
- 2007 : 4 sélections (Italie, Écosse, Portugal, Nouvelle-Zélande)